# Groupe Ensemble pour la Catalogne au Congrès des députés
 (mars 2025).
Le groupe parlementaire Ensemble pour la Catalogne (en espagnol, grupo parlamentario Junts per Catalunya) est un groupe parlementaire espagnol constitué au Congrès des députés, chambre basse des Cortes Generales.

## Historique

### Constitution
Le groupe Ensemble pour la Catalogne au Congrès des députés réunit les députés du parti indépendantiste catalan Ensemble pour la Catalogne (Junts).
Historiquement, il prend la suite du groupe parlementaire formé entre 1977 et 2015 par les députés de la coalition puis fédération nationaliste de centre droit Convergence et Union (CiU), puis en 2016 par ceux de la seule Convergence démocratique de Catalogne (CDC).
Il porte initialement le nom de groupe « Minorité catalane » (Minoría catalana). En 1989, il devient le groupe « Catalan (Convergence et Union) » (Catalán (Convergència i Unió)). Il change à nouveau de nom en 2016, après la rupture de CiU, et prend le nom de la candidature portée par CDC aux élections générales, « Catalan (Démocratie et liberté) » (Catalán (Democràcia i Llibertat)).

### Effectifs
| Dénomination                    | Législature  | Années                 | Représentation |
| ------------------------------- | ------------ | ---------------------- | -------------- |
| Minorité catalane               | Constituante | juill. 1977-janv. 1979 | 13 / 350       |
| Minorité catalane               | Ire          | mars 1979-août 1982    | 9 / 350        |
| Minorité catalane               | IIe          | nov. 1982-avr. 1986    | 12 / 350       |
| Minorité catalane               | IIIe         | juill. 1986-sept. 1989 | 18 / 350       |
| Catalan (Convergence et Union)  | IVe          | nov. 1989-avr. 1993    | 18 / 350       |
| Catalan (Convergence et Union)  | Ve           | juin 1993-janv. 1996   | 17 / 350       |
| Catalan (Convergence et Union)  | VIe          | mars 1996-janv. 2000   | 16 / 350       |
| Catalan (Convergence et Union)  | VIIe         | avr. 2000-janv. 2004   | 15 / 350       |
| Catalan (Convergence et Union)  | VIIIe        | avr. 2004-janv. 2008   | 10 / 350       |
| Catalan (Convergence et Union)  | IXe          | avr. 2008-sept. 2011   | 10 / 350       |
| Catalan (Convergence et Union)  | Xe           | déc. 2011-oct. 2015    | 16 / 350       |
| Catalan (Démocratie et liberté) | XIe          | janv. 2016-mai 2016    | 8 / 350        |
|                                 |              |                        |                |
| Ensemble pour la Catalogne      | XVe          | Depuis août 2023       | 7 / 350        |